# Pjotr Ivanovics Sztucska
Pjotr Ivanovics Sztucska, (eredeti nevén  Pēteris Stučka, álnéven Veteran; (Kokneszi járás, 1865. július 26. – Moszkva, 1932. január 25. ) lett nemzetiségű szovjet jogász, a Lett Szocialista Szovjetköztársaság elnöke, a korai szovjet jogelmélet jelentős alakja.

## Életpályája
1888-ban végzett a szentpétervári egyetem jogi karán. 1895-től vett részt a munkásmozgalomban. 1888 és 1997 között Rigában ügyvédi praxist folytatott. Közben radikális baloldali lapokat szerkesztett. 1897-ben öt éves börtönbüntetésre ítélték. 1904-ben részt vett a Lett Szociáldemokrata Munkáspárt megalapításában. 1905 és 1907 között a lett és az orosz szociáldemokrata mozgalom "forradalmi egyesülésének élharcosa" volt. 1917. februártól a bolsevikok petrográdi bizottságának tagja.
A forradalmi átmenet alatt Szovjet-Oroszország igazságügyi népbiztosa volt. Az első szovjetkormány igazságügyi népbiztosa. 1918 végétől 1919 elejéig a lettországi szovjetkormány elnöke (miniszterelnök). 1923 és 1932 között az orosz SZSZK Legfelsőbb Bíróságának elnöke. 1919-től tagja volt a Kommunista Internacionálé Végrehajtó Bizottságának. 1924 és 1932 között a Kommunista Internacionálé Nemzetközi Ellenőrző Bizottságának az elnöke volt. 1931-1932-ben szovjet Jogtudományi intézet igazgatója volt. Irányításával adták ki 1925 és 1927 között a szovjet gazdaság- és jogtudomány 3 kötetes enciklopédiáját (Enciklopegyija goszudarsztva is prava).

## Jogelméleti nézetei
Sztucska nevéhez fűződik a jog társadalmi meghatározottságának elemzése, amelyet a szociológiai vagy társadalomelméleti irányzatnak szoktak nevezni.
Sztucska – a marxi tételek rövidre zárásával – a jogot társadalmi (mindenekelőtt gazdasági) viszonyok rendszereként határozta meg. Ennek a leegyszerűsítő állásfoglalásnak a következménye a viszonyoknak olyan háromszintű láncolata lett, amelynek konkrét kifejeződései a gazdasági viszonyokkal azonosnak tekintett jogi viszonyok (a gazdasági alap összetevői), absztrakt kifejeződései pedig a törvény és a jogi ideológia (felépítményi összetevők).
Peschka Vilmos írta róla: "Sztucska és Pasukanisz a marxizmus alapvető tanításait vulgárisan értelmezve, abszolutizálják, eltúlozzák a materiális, a gazdasági oldal jelentőségét, nem fogják fel helyesen a marxista tükrözési elméletet, s így nem képesek a jogviszony fő kérdéseinek helyes megoldását adni.” Máshol:  „A gazdasági tényezők szerepét annyira eltúlozták, hogy végül a jogviszony náluk egybeesik a termelési viszonyokkal.”
Később Sztucska nézeteinek revideálására kényszerült. Még a kezdetben Szucskával a "gazdasági jog" tekintetében egyetértő Jevgenyij Pasukanisz is másként foglalt állást. Sztucskát az 1930-as években Andrej Januarjevics Visinszkij élesen bírálta.

## Emlékezete
Síremléke a Kreml falánál levő temetőben található.

## Művei
- P.I.Sztucska: Izbrannije proizvegyenyija po markszisztkoj-lenyinszkoj tyeorii prava. Riga, 1964

## Díjai, elismerései
- Munka Vörös Zászló érdemrendje